# Филипчук Михайло Андрійович
Миха́йло Андрі́йович Филипчу́к (19 грудня 1955, Потічок, УРСР — 31 липня 2016, Хишевичі, Україна) — український археолог. Багатолітній дослідник Пліснеська. Директор Інституту археології Львівського національного університету імені Івана Франка (2000—2015). Батько Андрія Филипчука.

## Життєпис
Михайло Филипчук народився 19 грудня 1955 року у селі Потічку, нині Снятинської громади Коломийського району Івано-Франківської области України.
Закінчив історичний факультет Чернівецького державного університету імені Юрія Федьковича (1982). Був учнем двох відомих археологів — Ірини Русанової та Бориса Тимощука. В університеті він зав'язує тісну дружбу з багатьма вихідцями буковинської школи археології, імена яких нині тісно пов'язані, як з археологічною, так і з історичною науками: І. Возний, О. Массан, С. Пивоваров, Л. Михайлина, Ю. Мисько, М. Ягодинська, В. Олійник та іншими. Стажувався в Інституті «Перед- і ранньої історії» Віденського університету (1991).
Помер 31 липня 2016 року в селі Хишевичі Городоцького району на Львівщині, де й похований.

### Професійна діяльність
- 1974—1976 — служба в армії.
- 1983—1984 — завідувач археологічного сектора Чернівецького музею народної архітектури та побуту.
- 1984 — науковий співробітник краєзнавчого музею в Івано-Франківську.
- 1984—1986 — викладач Виноградівського політехнікуму та СПТУ № 34.

Від 1987  — у Львові:
- 1987—2000 — науковий співробітник відділу археології Інституту суспільних наук Академії наук УРСР (нині — Інститут українознавства імені Івана Крип'якевича НАН України). За цей час у 1991 році стажувався в Інституті доісторичної та історичної археології Віденського університету.
- 1996—1997 — заступник директора з наукової роботи Науково-дослідного центру «Рятівна археологічна служба» Інституту археології НАН України.
- з 1999 — у Львівському національному університеті імені Івана Франка: доцент катедри археології, античності та середньовіччя (з 2004 — катедра археології та історії стародавнього світу; з 2010 — катедра археології та спеціальних галузей історичної науки). Виступав ініціатором відкриття спеціальності «археологія» на історичному факультеті.
- 2000—2015 — директор Інституту археології ЛНУ ім. І. Франка. У 2006 заснував «Вісник Інституту археології», який у 2010 році увійшов до переліку фахових видань України (виходить з року), організував та налагодив роботу постійних археологічних експедицій на еталонних пам'ятках у Пліснеську та Буську.
- 2015—2016 — провідний науковий співробітник Історико-культурного заповідника «Давній Пліснеськ».

### Археологічна діяльність
У 1996 році захистив кандидатську дисертацію «Слов'янські поселення VIII–Х ст. в Українському Прикарпатті».
Учасник понад 40 археологічних експедицій. Дослідив повністю Буковину, частину Тернопільщини, Франківщини, Львівщини та Закарпаття. У 2004—2005 роках брав участь у розкопках Збаража. Протягом 2004—2006 років очолював пілотний проєкт «Бурштиновий шлях», суть якого полягала в суцільному обстеженні узбережжя р. Золота Липа. Виступав організатором та співорганізатором міжнародних конференцій, симпозіумів, семінарів тощо.
Очолював Пліснеську археологічну експедицію. Завдяки його дослідженням було встановлено, що Пліснеський мегаполіс — це одне з найбільших європейських міст ІХ—Х ст., площею близько 450 га. Дослідник знайшов культове місце кінця VII — кінця Х ст., розкопував городище літописного Пліснеська ХІ—ХІІІ ст., курганний могильник ХІ — початку ХІІ ст. і залишки давнього монастиря ХІІ—XVIII ст.
Член Вченої ради історичного факультету Львівського національного університету ім. І. Франка (2000—2010).
У 2015 році спільними зусиллями керівника Пліснеської археологічної експедиції Михайла Филипчука, директора Інституту народознавства НАН України Степана Павлюка, за підтримки й сприяння заступника голови Львівської ОДА Юрія Підлісного та начальника відділу охорони історичних пам'яток та історико-культурної спадщини Андрія Левика, було створено Історико-культурний заповідник «Давній Пліснеськ».

## Доробок
Автор та співавтор близько 60 наукових праць, співавтор трьох колективних монографій та автор власної –"Слов'янські поселення VIII–Х ст. в Українському Прикарпатті".
Вибрані праці
- Исследование крестьянской усадьбы Х–ХІ вв. в с. Коростовата // Археологические открытия 1983 г. — М., 1984. — С. 367.
- Сільські садиби Північної Буковини Х–ХІ ст. (за матеріалами археологічних досліджень) // Молоді Учені-суспільствознавці УРСР — 70-річчю Великого Жовтня. Тези респ. наук. теор. конф. (17–18 грудня 1987 р.). — Л., 1987. — С. 155—156.
- Була колись столиця // Вільна Україна. — Л., 26.03.1990. Деякі аспекти формування джерелознавчої бази на сучасному етапі // Екологія культури: історія, традиції, сучасність. Тези міжн. молодіжн. конф. — Л., 1990. — С. 17.
- Роботи Гологірської госпдоговірної експедиції // Нові матеріали з археології Прикарпаття і Волині. — Л., 1991. — С. 93–95.
- Город під «Золотим Левом» // Літопис Червоної Калини. — Л., 1993. — № 3–4. — С. 39–42 (співавт. В. М. Петегирич).
- Іван Старчук — дослідник давнього Пліснеська // Тези ІІІ Всесвітнього з'їзду Брідщан. — Броди, 1993. — С. 26–27.
- Іван Старчук — мистецтвознавець, дослідник античної і слов'яно-руської археології // Записки Наукового товариства імені Шевченка. — Л., 1993. — Т. CCXXV. — С. 97–103.
- Нові археологічні відкриття у Львові // Тези ІІ Міжн. конф. історичної археології. — Кам'янець-Подільський, 1993. — С. 13 (співавт. В. Чорноус, Д. Павлів, В. Петегирич та ін.).
- Нові скарби із Снятинщини Івано-Франківської області // Пам'ятки гальштатського періоду в межиріччі Вісли, Дністра і Прип'яті. — К., 1993. — С. 129—134 (співавт. Л. І. Крушельницька).
- Слов'янський період в історії Пліснеська // Галицько Волинська держава: передумови виникнення історія, культура, традиції. Тези міжн. конф. — Л., 1993. — С. 21–23.
- Ярослав Пастернак і українська археологія // Studia archeologica. — Л., 1993. — № 1. — С. 3–11 (співавт. Д. Павлів, В. Петегирич).
- Генезис прикарпатських городищ VIII–Х ст. з позицій полісної структури суспільства // Еволюція розвитку слов'янських градів VIII—XIV ст. у передгір'ї Карпат і Татр. Тези міжн. конф. — Л., 1994. — С. 9‑11.
- Геодезично-топографічні дослідження ранньослов'янських поселень // Населення Прутсько-Дністровського межиріччя та суміжних територій. Тези конф. — Чернівці, 1994. — С. 28–30.
- Нова знахідка: Пліснеський саркофаг // Літопис Червоної Калини. — Л., 1994. — № 10–12. — С. 50–55.
- Город під «Золотим Левом» // Львів. Історичні нариси. — Л., 1996. — С. 24–28 (співавт. В. Петегирич).
- Город під «Золотим Левом» // Українська народна енциклопедія. — Л., 1996. — С. 39–42 (співавт. В. Петегирич).
- Житлобудівництво в українському Прикарпатті на рубежі І–ІІ тис. н. е. // Населення Бойківщини в контексті загально-карпатського етнокультурного розвитку. Тези міжн. конф. — Л., 1996. — С. 99–101.
- Слов'янські поселення VIII–Х ст. в Українському Прикарпатті: автореф. дис. на здобуття наук. ступеня. канд. іст. наук. — К., 1996. ‑24 с.
- Східнослов'янське житло Х — початку XI ст. в українському Прикарпатті // Матеріали і дослідження з археології Прикарпаття і Волині. — Л., 1996. — № 6. — С. 218—233.
- Топографія пам'яток культури типу Луки Райковецької у Прикарпатті // Історія та сучасність. Матер. істор.-краєзн. конф. Минуле і сучасне Бойківщини. — Львів–Самбір, 1996. — С. 29–31.
- Лукаші — ще одна сторінка стародавньої історії // Брідщина. — 1997. — № 11/97. — С. 16–17 (співавт. В. Войнаровський).
- Дослідження городищ у Верхньому Подністров'ї // Львівський археологічний вісник. — Л., 1998. — С. 85–97.
- Дослідження стародавнього Пліснеська у 1990 році // Волино-Подільські археологічні студії. — Л., 1998. — С. 256—279.
- Ірина Русанова та Борис Тимощук — дослідники слов'яно-руської доби Прикарпаття і Волині // Постаті української археології. Матеріали і дослідження з археології Прикарпаття і Волині. — Л., 1998. — Вип. 7. — С. 65–68.
- Пліснеський археологічний комплекс (стан і перспективи дослідження) // Волино-подільські археологічні студії. — Л., 1998. — С. 279—286.
- Про початки формування державних структур в українському Прикарпатті // Галицько-буковинський хронограф. — Івано-Франківськ–Чернівці, 1998. — С. 99–107.
- Про початки формування державних структур в українському Прикарпатті // Галич і Галицька земля в державотворчих процесах. Матер. міжн. ювіл. конф. — Івано-Франківськ–Галич, 1998. — С. 48–56.
- Слов'янські поселення українського Прикарпаття у другій половині І тис. н. е. Стільсько і його округа // Миколаївщина. — Л., 1998. — С. 80–104.
- Про господарство слов'янського населення українського Прикарпаття в кінці І тис. н. е. // Галицько-Волинська держава. Матер. конф. — Л., 1999. — С. 18–27.
- Про початки формування державних структур в українському Прикарпатті // Галицько-Буковинський хронограф. — Івано-Франківськ–Чернівці, 1999. — № 1 (3). — С. 99–106.
- Топографія пам'яток культури типу Луки Райковецької у Прикарпатті // Етнокультурні процеси в Південно-Східній Європі в І тис. н. е. — Л.–К., 1999. — С. 308—318.
- Пастернак Ярослав Іванович // Історичний факультет Львівського національного університету імені Івана Франка (1940—2000). Ювілейна книга / Упор. О. Вінниченко, О. Целуйко. — Л., 2000. — С. 142.
- Проблема періодизації і хронології слов'янських старожитностей другої половини І тис н. е. в українському Прикарпатті // Середньовічна Європа: Погляд з кінця XX ст. Матер. міжн. конф. — Чернівці, 2000. — С. 36–46.
- Про появу наземних жител ранньосередньовічної доби в українському Прикарпатті // Археологічні студії. — Київ–Чернівці, 2000. — № 1. — С. 244—261.
- Смішко Маркіян Юліянович // Історичний факультет Львівського національного університету імені Івана Франка (1940—2000). Ювілейна книга / Упор. О. Вінниченко, О. Целуйко. — Л., 2000. — С. 159. Старчук Іван Данилович // Історичний факультет Львівського національного університету імені Івана Франка (1940—2000). Ювілейна книга / Упор. О. Вінниченко, О. Целуйко. — Л., 2000. — С. 157.
- Буківна — літописний Биковен на Дністрі. — Івано-Франківськ, 2001. — 54 с. (співавт. Б. П. Томенчук).
- Про господарство та соціальні мікроструктури населення українського Прикарпаття в останній чверті І тис. н. е. // Етногенез та рання історія слов'ян: нові наукові концепції на зламі тисячоліть. Матер. міжн. наук. конф. (Львів, 30–31 березня 2001 р.). — Л., 2001. — С. 220—238.
- Рец. на кн: В. Д. Барана «Давні слов'яни» // Україна крізь віки: У 15-ти тт. — Т.3. — К.: Альтернативи, 1998. — 335 с. // Київська старовина. — 2001. — № 1. — С. 179—183 (співавт. Б. Томенчук).
- Деякі аспекти формування археологічних джерел (за матеріалами Райковецької культури в українському Прикарпатті) // Нові технології в археології. — К.–Л., 2002. — С. 36–51 (співавт. Т. Милян).
- Дослідження літописного Пліснеська у 2002 році // Археологічні дослідження Львівського університету. — Л., 2002. — Вип. 5. — С. 197—221.
- Державотворчі процеси в українському Прикарпатті в кінці І тис. н. е. // Галицько-Буковинський хронограф. — Івано-Франківськ, 2003. — № 4. — С. 23–48.
- Міжнародна археологічна конференція «Нові технології в археології» // Археологія. — К., 2003. — № 1. — С. 132—134 (співавт. Д. Н. Козак, Т. Р. Милян).
- Планувальна структура поселень Райковецької культури в Прикарпатті // Стародавній Іскоростень і слов'янські гради. — Коростень, 2004. — С. 290—294.
- Рятівні археологічні роботи в літописному Пліснеську протягом 2001—2003 рр. // Археологічні дослідження в Україні, 2002—2003 рр. — К., 2004. — С. 328—334.
- Українська середньовічна археологія за останнє десятиліття // Українська історіографія на зламі тисячоліть: здобутки і проблеми. — Л., 2004. — С. 107—118.
- Керамічний посуд з поселень Райковецької культури українського Прикарпаття (проблеми хронології і періодизації) // Carpatica — Карпатика (Давнина і сучасність). — Ужгород, 2005. — Вип. 33. — С. 110—131.
- Лукаші. Багатошарова пам'ятка археології на Брідщині. — Л., 2005. — 112 с. (співавт. В. Войнаровський, В. Конопля).
- Державотворчі процеси в Українському Прикарпатті у VIII‑Х ст. // Вісник Інституту археології. — Л., 2006. — Вип. 1. — С. 58‑70.
- Літописний Пліснеськ [початок] // Аптека Галицька. — Л., 2006. — Вип. 17 (180). — С. 28–31.
- Літописний Пліснеськ [закінчення] // Аптека Галицька. — Л., 2006. — Вип. 18 (181). — С. 28–31.
- Могильники Пліснеського археологічного комплексу як джерело до вивчення етнокультурних взаємовпливів на мікрорегіональному рівні // Вісник Інституту археології. — Л., 2006. — Вип. 1. — С. 71–85 (співавт. Н. Шуй).
- Скарб гальштатсько-латенської доби: каталог. — Винники, 2006. — 24 с. (співавт. Н. М. Білас, І. В. Тимець).
- Історія первісного суспільства. Методичні рекомендації. — Л., 2007. — 24 с. (співавт. О. Ситник).
- Про стан і перспективи формування археологічних джерел ранньосередньовічної пори в українському Прикарпатті // Вісник Інституту археології. — Л., 2007. — Вип. 2. — С. 3–16.
- Рятівні археологічні розкопки на городищі у с. Підгородище Перемишлянського р-ну Львівської обл. // Вісник Інституту археології. — Л., 2007. — Вип. 2. — С. 113—136.
- Оборонні споруди Пліснеська // Стародавній Іскоростень і слов'янські гради. — Коростень, 2008. — Том. 2. — С. 220—229.
- Природно-топографічні умови розташування Пліснеська // Праці Науково-дослідного інституту пам'яткоохоронних досліджень. — К., 2008. — Вип. 4. — С. 225—238.
- Райковецька культура в українському Прикарпатті: хронологія і періодизація // Вісник Інституту археології. — Л., 2008. — Вип. 3. — С. 68–135.
- До питання про роль і місце слов'янських городищ в системі заселення українського Прикарпаття // Східноєвропейські старожитності в добу середньовіччя. Тези міжн. наук. конф. — Чернівці, 2009. — С. 74–75.
- Дослідження Пліснеського археологічного комплексу у 2007 році // Вісник Інституту археології. — Л., 2009. — Вип. 4. — С. 130—176.
- Структура Пліснеського археологічного комплексу в слов'янський та давньоруський час // Вісник Інституту археології. — Л., 2009. — Вип. 4. — С. 3–21.
- ІІ Міжнародний симпозіум «Народження слов'янських держав: стан та перспективи дослідження» // Вісник Інституту археології. — Л., 2009. — Вип. 4. — С. 180—183.
- Пліснеський археологічний комплекс // Археологія і давня історія України. — К., 2010. — Вип. 1. — С. 345—357.
- Попередні результати дослідження культового місця слов'янського часу на території Пліснеського археологічного комплексу в 2009 р. // Вісник Інституту археології. — Л., 2010. — Вип. 5. — С. 135—169.
- Створення археологічного кадастру в горобогірній місцевості (теоретичні та методологічні аспекти) // Вісник Інституту археології. — Л., 2010. — Вип. 5. — С. 3–38 (співавт. Н. Я. Стеблій).
- Археології Інститут // Encyclopedia. Львівський національний університет імені Івана Франка. — Л., 2011. — Т. І. — С. 152. Вісник Інституту археології // Encyclopedia. Львівський національний університет імені Івана Франка. — Л., 2011. — Т. І. — С. 290. Довгань Петро Михайлович // Encyclopedia. Львівський національний університет імені Івана Франка. — Л., 2011. — Т. І. — С. 451.
- До питання про ритуальні інгумаційні поховання жертовного поясу святилища Пліснеського городища (за матеріалами досліджень 2009 р.) // Вісник Інституту археології. — Л., 2011. — Вип. 6. — С. 62–95 (співавт. Г. Соловій).
- Літописний Пліснеськ у світлі нових археологічних досліджень // «Слово о полку Ігоревім» як пам'ятка української літератури (до 80‑річчя написання твору). Матер. наук. конф. (Львів, 6 грудня 2007 р.). — Львів–Дрогобич, 2011. — С. 170—171.
- Основні підсумки археологічних досліджень слов'яно-руських пам'яток у Верхньому Подністров'ї протягом 2000—2007 рр. // Археологічні дослідження в межиріччі Вісли, Дністра та Тиси у 2000—2007 рр. Матер. міжн. археол. конф. (Львів, 6–8 травня 2008 р.). — Л., 2011. — С. 61–81.
- Попередні результати дослідження лінії захисту східної частини ур. «Оленин Парк» на території Пліснеського археологічного комплексу в 2010 р. // Вісник Інституту археології. — Л., 2011. — Вип. 6. — С. 172—200 (співавт. А. М. Филипчук).
- До питання про міждисциплінарний підхід у формуванні джерельної бази та археологічних, історичних інтерпретацій (за матеріалами старожитностей другої половини І тисячоліття н. е. Верхнього Подністров'я, Західного Побужжя та Повіслення) // Книжкова та рукописна культура: історія, методологія, джерельна база. Тези доп. і повідом. міжн. наук. конф. (м. Львів, 17–18 травня 2012 р.). — Л., 2012. — С. 3–7.
- До питання про ритуальні поховання в межах «жертовного поясу» культового місця Пліснеського археологічного комплексу (за матеріалами досліджень 2009 року) // Наукові записки. Львівський історичний музей. — Л., 2012. — Вип. 15. — С. 24–41 (співавт. Г. В. Соловій).
- Короткі підсумки робіт Пліснеської археологічної експедиції у 2012 р. // Вісник Інституту археології. — Л., 2012. — Вип. 7. — С. 185—186 (співавт. А. М. Филипчук, Г. В. Соловій, Б. І. Завітій).
- Попередні результати дослідження п'ятої лінії захисту (валу № 4) Пліснеського археологічного комплексу у 2011 р. // Вісник Інституту археології. — Л., 2012. — Вип. 7. — С. 128—156 (співавт. А. М. Филипчук).
- Результати суцільних розвідкових робіт Пліснеської археологічної експедиції на території Золочівського району у 2011 році // Вісник Інституту археології. — Л., 2012. — Вип. 7. — С. 107—127 (співавт. А. М. Филипчук, Б. І. Завітій). Слов'янські поселення VIII–Х ст. в українському Прикарпатті. — Л., 2012. — 314 с.
- Der archäologische Komplex von Plisnesko // Mezi raným a vrcholným stredovekěm. Pavlu Kouřilovi k šedesátým narozenám přátelé, kolegové a žáci. — Brno, 2012. — S. 235—250.
- Короткі підсумки робіт Пліснеської археологічної експедиції у 2013 р. // Вісник Інституту археології. — Л., 2013. — Вип. 8. — С. 345—346 (співавт. Б. І. Завітій, А. М. Филипчук, Б. М. Гринюка, Г. В. Соловій).
- Основні підсумки дослідження валу № 5 Пліснеського городища (сезони 2007—2009, 2012 рр.) // Карпатика. — Ужгород, 2013. — Вип. 42. — С. 109—120 (співавт. А. М. Филипчук).
- Попередні результати дослідження західної частини урочища Оленин Парк на території Пліснеського археологічного комплексу // Вісник Інституту археології. — Л., 2013. — Вип. 8. — С. 147—167.
- Попередні результати дослідження лінії захисту № 4 (валу № 5) Пліснеського археологічного комплексу // Вісник Інституту археології. — Л., 2013. — Вип. 8. — С. 168—186 (співавт. А. М. Филипчук).
- Роботи Пліснеської експедиції // Археологічні дослідження в Україні 2012. — К., 2013. — С. 238.
- Дослідження лінії захисту № 4 (валу № 5) Пліснеського археологічного комплексу у 2008—2009 рр. // Вісник Інституту археології. — Л., 2014. — Вип. 9. — С. 106—131 (співавт. А. М. Филипчук).
- Короткі підсумки робіт Пліснеської археологічної експедиції у 2014 р. // Вісник Інституту археології. — Л., 2014. — Вип. 9. — С. 270—271 (співавт. А. М. Филипчук, Б. І. Завітій, Г. В. Филипчук, Б. М. Гринюка).
- Короткі підсумки розвідкових робіт та обстежень на території Львівської і Тернопільської областей у 2014 р. // Вісник Інституту археології. — Л., 2014. — Вип. 9. — С. 273—274 (співав. А. М. Филипчук, Г. В. Филипчук, Б. М. Гринюка, Б. І. Завітій). Основні підсумки вивчення ліній захисту Пліснеського городища у 2007—2013 рр. // Археологічні студії. — Київ–Чернівці, 2014. — Вип. 5. — С. 289—309.
- Пам'ятки черняхівської та празької культур узбережжя р. Золота Липа // Карпатика. — Ужгород, 2014. — Вип. 43. — С. 160—173 (співавт. А. М. Филипчук).
- Підсумки робіт Пліснеської експедиції // Археологічні дослідження в Україні 2013. — К., 2014. — С. 182 (співавт. Б. І. Завітій, А. М. Филипчук, Б. М. Гринюка, Г. В. Соловій).
- Польовий семінар «Старожитності Галичини і Волині у контексті етноархеологічних досліджень» // Вісник Інституту археології. — Л., 2014. — Вип. 9. — С. 266—267 (співавт. А. Филипчук, Н. Стеблій).
- Поховальні пам'ятки слов'янського часу Пліснеського археологічного комплексу // Studia Mythologica Slavica. — 2014. — XVII. — S. 37–56 (співавт. Г. Соловій).
- Socijalno-ekonomski razvoj stanovništva ukrajinskoga Prykarpattja potkraj 1. tisućljeća n. e. // Ukrajinski Karpati: etnogeneza–arheologija–etnologija. Zbornik radova (prijevod s ukrajinskoga). — Zagreb, 2014. — S. 117—206.
- Короткі підсумки обстежень археологічних памяток на території Львівської області // Археологічні дослідження в Україні 2014. — К., 2015. — С. 135 (співавт. А. М. Филипчук).
- Пліснеський археологічний комплекс: теорія і практика досліджень // Вісник Інституту археології. — Л., 2015. — Вип. 10. — С. 38–64.
- Пліснеський археологічний комплекс // Наша спадщина. — 2015. — № 4 (6). — С. 32–42.
- Пліснеський археологічний комплекс: буклет. — Л., 2015 (співавт. А. М. Филипчук). Роботи Пліснеської експедиції // Археологічні дослідження в Україні 2014. — К., 2015. — С. 134—135 (співавт. А. М. Филипчук).
- Історичний розвиток Пліснеського городища у світлі нових досліджень // Галич і Галицька земля: досвід і проблеми збереження історико-архітектурної спадщини середньовічних міст в Україні та Європі. Матер. міжн. наук. конф. (Галич, 27–28 жовтня 2016 р.) — Галич, 2016. — С. 78–86 (співавт. А. Филипчук).
- Короткі підсумки робіт у південній частині Пліснеського археологічного комплексу // Археологічні дослідження в Україні 2015. — К., 2016. — С. 105—106.
- Нові дані про монастирські старожитності Пліснеського археологічного комплексу // Пліснеський археологічний комплекс: стан та перспективи дослідження. Тези доп. наук. семінару (Львів, 15 квітня 2016 р.). — Л., 2016. — С. 21–22 (співавт. Б. М. Гринюка, М. В. Партика).
- Оборонні лінії Пліснеського городища (на матеріалах розкопок 1990—2014 рр.) // Пліснеський археологічний комплекс: стан та перспективи дослідження. Тези доп. наук. семінару (Львів, 15 квітня 2016 р.). — Л., 2016. — С. 15–19 (співавт. А. М. Филипчук).
- Підгорецький Василіанський монастир Благовіщення Пречистої Діви Марії: буклет. — Л., 2016 (співавт. О. Якубовська, Б. Гринюка).
- Результати археологічних досліджень 2015 р. у південній частині Пліснеського археологічного комплексу // Пліснеський археологічний комплекс: стан та перспективи дослідження. Тези доп. наук. семінару (Львів, 15 квітня 2016 р.). — Л., 2016. — С. 22–23 (співавт. О. З. Якубовська).
- Слов'янські лінії оборони Пліснеського городища (за результатами розкопок 1990—2015 рр.) // Пам'ятки Тустані в контексті освоєння Карпат у доісторичну добу та в середньовіччі; проблеми їх збереження та використання. Матер. ІІІ міжн. наук. конф. (Львів–Урич, 7–8 квітня 2016 р.). Відп. за вип. Р. Г. Миська. — Л., 2016. — С. 41–43 (співавт. А. Филипчук).
- Слов'янські старожитності українського Прикарпаття останньої чверті І тис. н. е. (теоретико-методологічні засади хронології та періодизації) // Галич і Галицька земля: досвід і проблеми збереження історико-архітектурної спадщини середньовічних міст в Україні та Європі. Матер. міжн. наук. конф. (Галич, 27–28 жовтня 2016 р.) — Галич, 2016. — С. 65–77.
- Структура Пліснеського археологічного комплексу // Пліснеський археологічний комплекс: стан та перспективи дослідження. Тези доп. наук. семінару (Львів, 15 квітня 2016 р.). — Л., 2016. — С. 5–7.
- Язичницьке культове місце давніх слов'ян у Пліснеську: буклет. — Л., 2016 (співавт. Г. Филипчук).

Праці вченого, видані посмертно
- До питання про хронологію Пліснеського курганного могильника // Пліснеські старожитності. Збірник наукових праць Адміністрації історико-культурного заповідника «Давній Пліснеськ» на пошану Михайла Андрійовича Филипчука. — Л., 2016. — С. 277—279 (співавт. Г. Филипчук).
- Дослідження оборонного рубежу на схилі південно-західної частини ур. «Замчисько» (Пліснеський археологічний комплекс) у 2009 р. // Пліснеські старожитності. Збірник наукових праць Адміністрації історико-культурного заповідника «Давній Пліснеськ» на пошану Михайла Андрійовича Филипчука. — Л., 2016. — С. 138—151 (співавт. В. Шелеп, А. Филипчук).
- Історико-культурний заповідник «Давній Пліснеськ» // Пліснеські старожитності. Збірник наукових праць Адміністрації історико-культурного заповідника «Давній Пліснеськ» на пошану Михайла Андрійовича Филипчука. — Л., 2016. — С. 31–33 (співавт. С. Павлюк).
- Нові відомості про сільську округу Пліснеського городища (матеріали досліджень 2009 р.) // Пліснеські старожитності. Збірник наукових праць Адміністрації історико-культурного заповідника «Давній Пліснеськ» на пошану Михайла Андрійовича Филипчука. — Л., 2016. — С. 212—220 (співавт. А. Филипчук).
- Основні підсумки досліджень Пліснеського археологічного комплексу у 2016 р. // Пліснеські старожитності. Збірник наукових праць Адміністрації історико-культурного заповідника «Давній Пліснеськ» на пошану Михайла Андрійовича Филипчука. — Л., 2016. — С. 286—287 (співавт. С. Змерзла, Н.-М. Рибчинський, А. Филипчук, Л. Якубовська).
- Основні підсумки робіт у південній частині Пліснеського археологічного комплексу в 2015 р. // Пліснеські старожитності. Збірник наукових праць Адміністрації історико-культурного заповідника «Давній Пліснеськ» на пошану Михайла Андрійовича Филипчука. — Л., 2016. — С. 284—285 (співавт. О. Якубовська).
- Пам'ятки слов'янського й давньоруського періодів з південно-західних та західних околиць Пліснеського городища (матеріали досліджень 2011 р.) // Пліснеські старожитності. Збірник наукових праць Адміністрації історико-культурного заповідника «Давній Пліснеськ» на пошану Михайла Андрійовича Филипчука. — Л., 2016. — С. 221—231 (співавт. А. Филипчук).
- Попередні результати дослідження лінії захисту № 3 (валу № 6) Пліснеського археологічного комплексу у 2014 р. // Пліснеські старожитності. Збірник наукових праць Адміністрації історико-культурного заповідника «Давній Пліснеськ» на пошану Михайла Андрійовича Филипчука. — Л., 2016. — С. 152—168 (співавт. А. Филипчук).
- Попередні результати дослідження лінії захисту № 1 (валу № 8) Пліснеського археологічного комплексу у 2015 р. // Пліснеські старожитності. Збірник наукових праць Адміністрації історико-культурного заповідника «Давній Пліснеськ» на пошану Михайла Андрійовича Филипчука. — Л., 2016. — С. 169—195 (співавт. А. Филипчук).
- Структура та основні проблеми у вивченні Пліснеського археологічного комплексу // Пліснеські старожитності. Збірник наукових праць Адміністрації історико-культурного заповідника «Давній Пліснеськ» на пошану Михайла Андрійовича Филипчука. — Л., 2016. — С. 36–59.
- The state and prospects of research of Luka Raykovetska culture in Ukrainian Subcarpathians // Вісник Інституту археології. — Л., 2016. — Вип. 11. — С. 16–35.